# Хироки Фуџихару
Хироки Фуџихару (јап. 藤春 廣輝; 28. новембар 1988) јапански је фудбалер.

## Каријера
Током каријере је играо за Гамба Осака.

## Репрезентација
За репрезентацију Јапана дебитовао је 2015. године. За тај тим је одиграо 3 утакмице.

## Статистика
| Јапан  | Јапан   | Јапан  |
| Година | Наступи | Голови |
| ------ | ------- | ------ |
| 2015.  | 3       | 0      |
| Укупно | 3       | 0      |